# Jaskinia Kadıini
Jaskinia Kadıini – jaskinia oddalona o 15 km na północny wschód od tureckiego miasta Alanya. Położona jest w miejscowości Çatak. Jej wnętrze zdobią trzy razy większe stalaktyty i stalagmity od tych w Jaskini Damlataş w centrum Alanyi. Po badaniach w 1957 roku odkryto szkielety ludzkie oraz inne pozostałości świadczące o tym, iż była to pierwsza osada Alanyi pochodząca sprzed 20 tysięcy lat. 
W chwili obecnej (2009 rok) Jaskinia Kadiini nie jest jeszcze otwarta dla zwiedzających.